# Système de Westminster

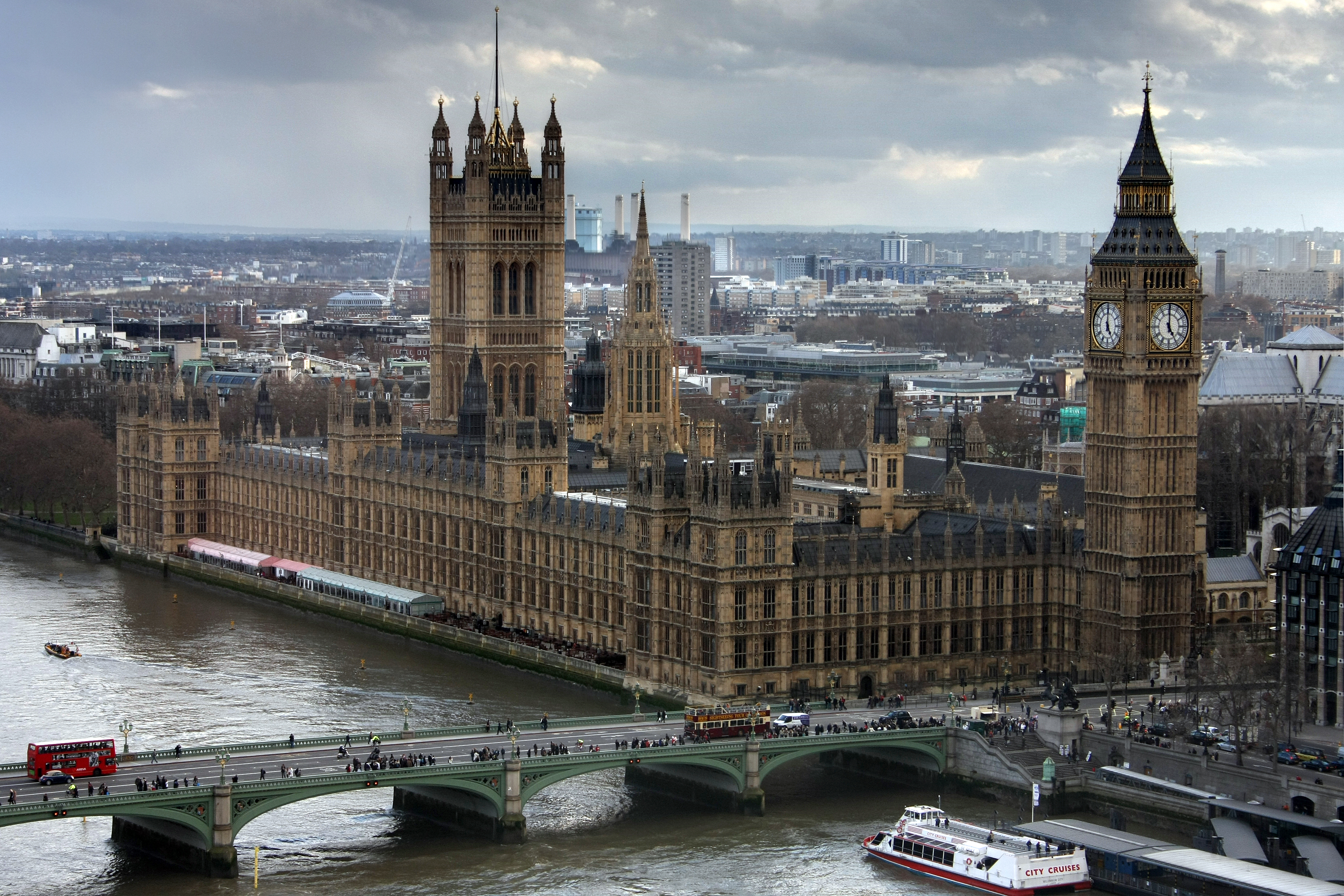
Le palais de Westminster, qui a donné son nom au système de Westminster.

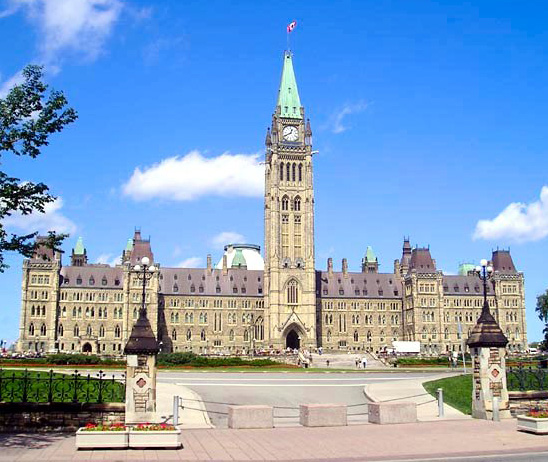
L'édifice central du Parlement du Canada.

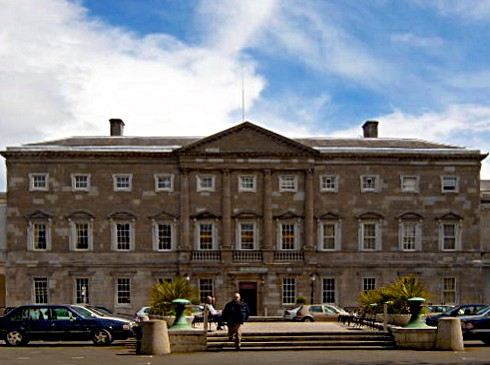
Leinster House, siège de l'Oireachtas, le parlement irlandais.

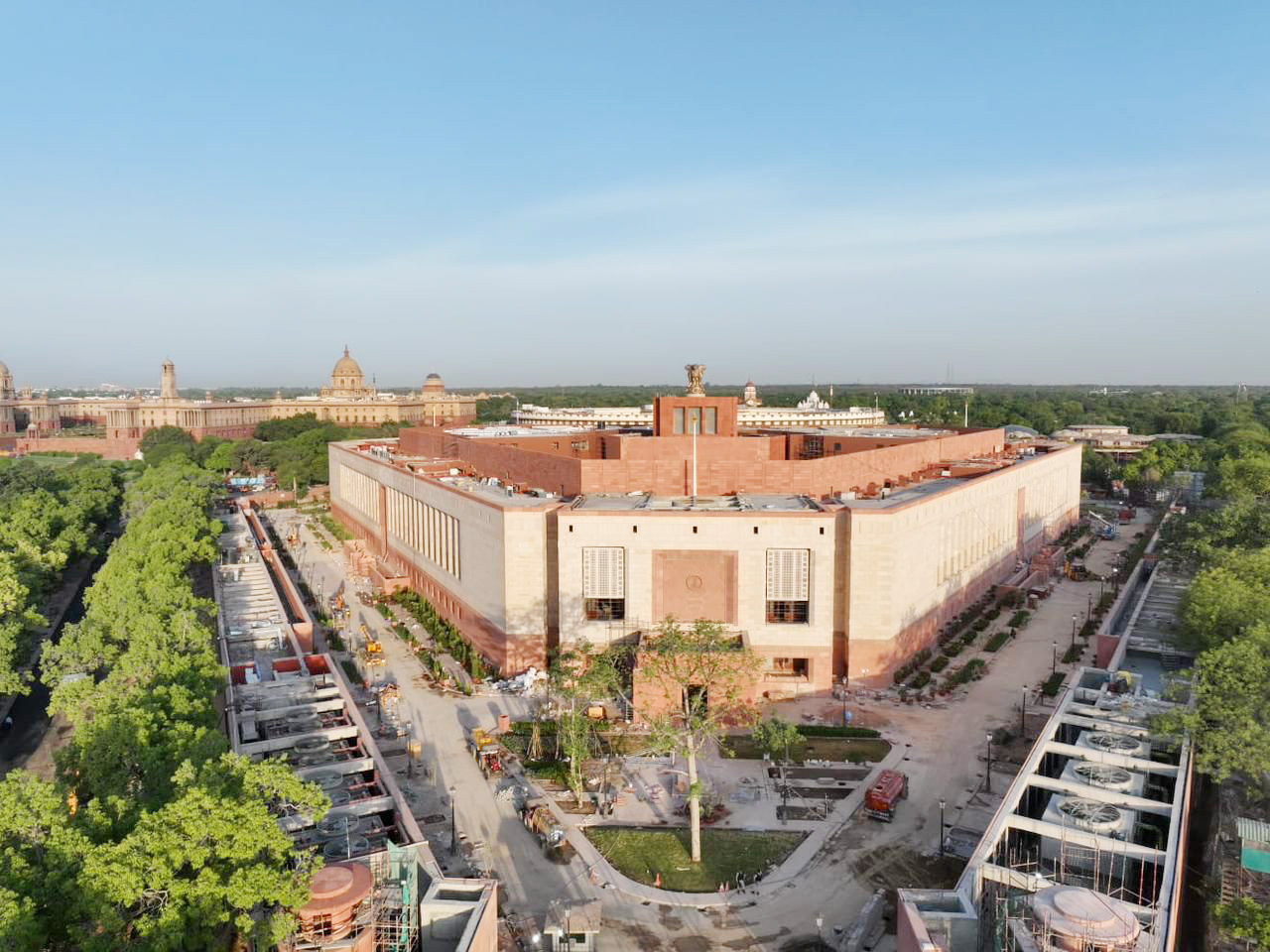
Sansad Bhavan, le bâtiment du Parlement indien.

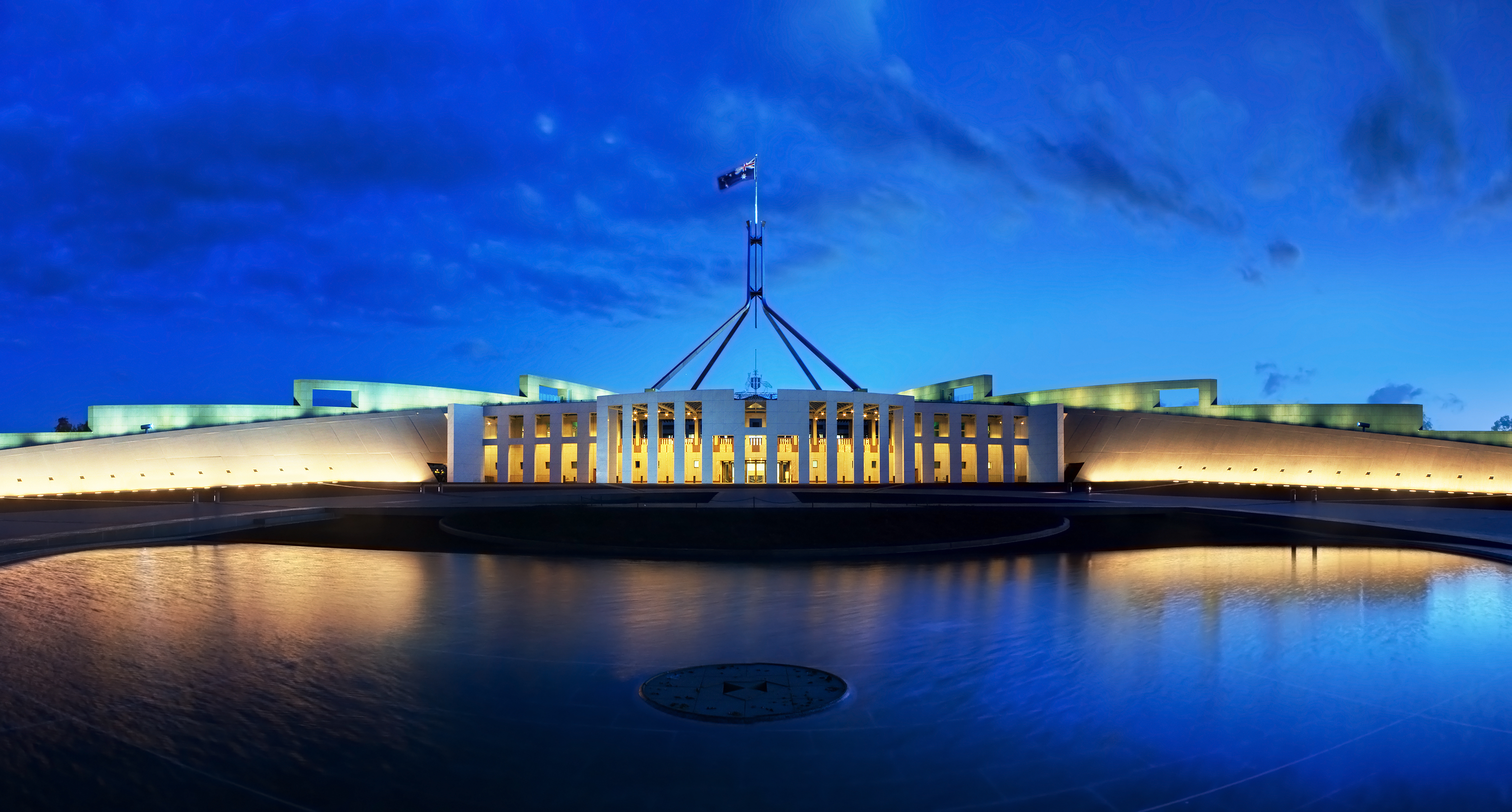
Le Parlement d'Australie.

Le système de Westminster est un système parlementaire de gouvernement fondé sur celui existant au Royaume-Uni. Il se caractérise généralement par un système électoral uninominal à un tour et une opposition officielle institutionnalisée par un « cabinet fantôme ».
Il tire son nom du palais de Westminster, le siège du Parlement britannique. Il est historiquement le premier système politique parlementaire qui a inspiré les autres régimes parlementaires.
Il est utilisé dans la plupart des nations membres ou anciennement membres du Commonwealth, notamment par les provinces canadiennes à partir du milieu du XIXe siècle puis par le Canada lui-même, l'Australie, l'Inde, l'Irlande, la Jamaïque, la Malaisie, la Nouvelle-Zélande, Malte ainsi que dans les États ou provinces fédérés de ces pays.
Il existe d’autres systèmes parlementaires, par exemple ceux d’Allemagne ou d’Italie, dont les procédures diffèrent considérablement du système de Westminster.

## Principales caractéristiques
Les principaux éléments du système de Westminster sont les suivants :
- le chef de l'État, différent du chef du gouvernement, est théoriquement détenteur du pouvoir exécutif et de « pouvoirs réservés », toutefois, ces pouvoirs sont largement limités par convention constitutionnelle et il ne les exerce que sur l'avis du chef de gouvernement ;
- le gouvernement est composé de ministres membres du parlement dont les plus importants siègent au cabinet. Le chef de gouvernement, appelé généralement Premier ministre, est nommé par le chef de l'État mais par convention il s'agit toujours du chef du parti capable de disposer d'une majorité à la chambre basse. Les autres ministres sont nommés par le chef de l'État sur l'avis du Premier ministre ;
- le pouvoir législatif est exercé par le parlement, composé d'une ou deux chambres et du chef de l'État ; le rôle du chef de l'État se borne toutefois à donner sa sanction aux projets adoptés par les chambres, le droit de désaveu et réserve étant peu ou pas utilisé. Les membres du parlement jouissent de l'immunité parlementaire, les discussions sont publiées dans le Hansard ;
- le chef du principal parti d'opposition à la chambre basse est le chef de l'opposition, son parti formant l'opposition officielle ; il nomme un cabinet fantôme et jouit de privilèges particuliers ;
- la chambre basse du parlement a la faculté de renverser le gouvernement, soit en adoptant une motion de censure, soit en refusant la confiance, soit en refusant d'adopter le budget.

Les pays utilisant le système de Westminster peuvent être des monarchies, comme le Royaume-Uni mais aussi le Canada ou l'Australie où le roi est représenté par un gouverneur général, ou des républiques comme l'Inde ou l'Irlande.
Le chef du gouvernement est appelé Premier ministre (en anglais : Prime minister) et, dans les États ou provinces fédérés, Premier ministre (Premier, First Minister) ou ministre en chef (Chief Minister).
La plupart des procédures du système de Westminster trouvent leur origine dans les conventions, pratiques et précédents du Parlement du Royaume-Uni. Toutefois, à la différence du Royaume-Uni, la plupart des pays utilisant le système de Westminster ont codifié le système dans une constitution écrite, même si les conventions non écrites continuent à jouer un rôle important dans la mesure où les constitutions ne détaillent pas d’importants éléments de procédure. Par exemple, la Constitution canadienne ou celle d'Australie ne mentionnent même pas l'existence du cabinet ou du premier ministre car leur existence et leur rôle sont issus d'une évolution progressive et conventionnelle du cadre constitutionnel britannique.

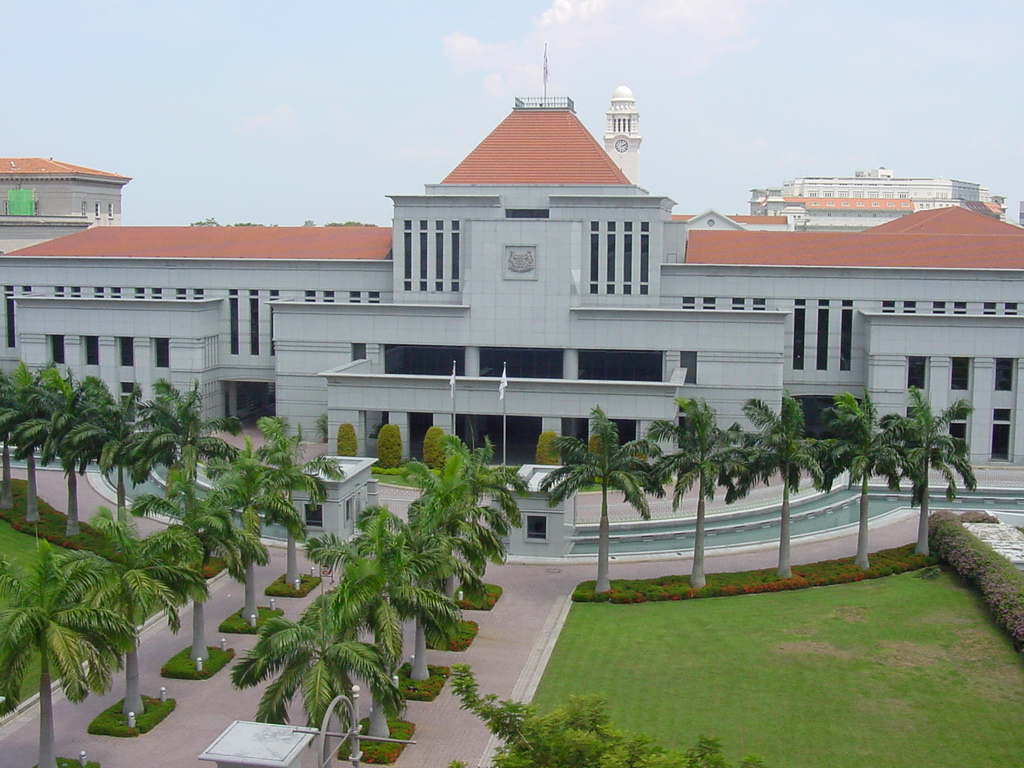
Le Parlement de Singapour, pays ayant le système de Westminster.

## Fonctionnement

### Formation du gouvernement, cabinet et responsabilité ministérielle
Après une élection générale de la chambre basse, le chef d'État nomme le Premier ministre. Dans les pays utilisant le scrutin uninominal majoritaire à un tour, un parti remporte souvent la majorité absolue à lui seul et, par convention, le chef de ce parti est nommé Premier ministre. Dans les autres cas, on parle de parlement minoritaire (hung parliament) : un parti peut tenter de former une coalition afin d'obtenir une majorité ou former un gouvernement minoritaire. Dans tous les cas, le chef d'État doit nommer le chef de parti capable d'obtenir la confiance de la chambre.
Le Premier ministre compose ensuite son gouvernement. Par convention ou par la loi, les ministres sont tous membres du parlement, généralement de la chambre basse. Ils sont formellement nommés par le chef d'État, mais uniquement sur l'avis du Premier ministre. On distingue :
- les ministres les plus importants, membres du cabinet, qui sont généralement à la tête d'un département ministériel (ils portent le titre de Secrétaire d'État au Royaume-Uni, de ministre ailleurs) ;
- les autres ministres, généralement chargés d'un domaine politique particulier sous la responsabilité d'un ministre du cabinet (souvent appelés ministres d'État) ;
- les secrétaires parlementaires, chargé d'assister ou représenter un ministre au sein du parlement.

Les membres du cabinet sont tous nommés membres du conseil privé (appellation au Royaume-Uni et au Canada) ou du conseil exécutif (autres pays). À l'origine au Royaume-Uni, ce conseil était l'organe chargé de conseiller le monarque mais ses prérogatives ont été progressivement dévolues au cabinet, qui en constitue un comité.
Le cabinet est ainsi l'organe le plus important du pouvoir exécutif. À l'origine, le Premier ministre n'est que Primus inter pares et les prises de décisions du cabinet se font par consensus. Toutefois, ces dernières années dans certains pays, la prise de décision collective au sein du cabinet a perdu en importance au profit du pouvoir du Premier ministre et de ses principaux ministres voire conseillers.
L'ensemble des membres du cabinet est collectivement responsable des décisions du gouvernement, ce qui signifie qu'ils doivent les accepter et les soutenir publiquement quelles que soient leurs opinions personnelles. Le gouvernement étant responsable devant la chambre basse du parlement, cela signifie que si celle-ci retire sa confiance (par un vote de défiance ou le refus de voter le budget), l'ensemble des membres du cabinet doivent démissionner. Mais les ministres sont également individuellement responsables de leurs actes et du ministère dont ils ont la charge - parfois même s'ils n'ont pas de contrôle direct sur une décision administrative.

### Procédures législatives
Le parlement comprend une ou deux chambres et le chef d'État. Dans les systèmes bicaméraux, les deux chambres sont :
- une chambre basse élue au suffrage universel direct, très souvent selon le scrutin uninominal à un tour ;
- une chambre haute qui peut être nommée (Chambre des lords, Sénat canadien), élue par les législatures d'États fédérés (Rajya Sabha indienne) ou élue au suffrage universel (Sénat australien).

Les deux chambres ont des pouvoirs différents selon les pays : au Royaume-Uni, les pouvoirs de la Chambre des lords ont été considérablement réduits au XXe siècle, alors qu'en Australie, le Sénat et la Chambre des représentants ont les mêmes pouvoirs. Au Canada, la Chambre des communes et le Sénat ont légalement les mêmes pouvoirs mais, par convention, le Sénat non élu bloque rarement les projets de loi adoptés par la chambre basse élue. Dans tous les cas, les projets de loi budgétaires sont systématiquement examinés d'abord par la chambre basse.
Chaque chambre élit un président, appelé en anglais Speaker pour la chambre basse et Speaker, Chairperson ou President pour la chambre haute (nommé par le gouverneur général au Canada sur recommandation du Premier ministre). Il possède des pouvoirs importants pour appliquer le règlement de la chambre et se doit être d'une neutralité totale. Dans certains pays, il est d'usage que le speaker démissionne de son parti politique d'origine ; les autres partis politiques ne présentent alors pas de candidats face à lui aux élections et il est systématiquement réélu jusqu'à sa démission.
Une loi adoptée par le parlement est ensuite soumise au chef d'État pour sanction. En ce sens, on considère le chef d'État comme partie du parlement.
Par ailleurs, les députés d'arrière-ban (backbenchers), c'est-à-dire les députés qui ne font pas partie du cabinet ou du cabinet fantôme, disposent de pouvoirs variés selon les pays. La discipline de parti est contrôlée par des députés appelés whips. Au Royaume-Uni, on distingue trois niveaux de discipline :
- une simple indication de la ligne du parti ;
- une obligation de voter selon la ligne du parti ;
- une forte obligation de voter selon la ligne du parti, faute de quoi un député peut être exclu du parti[6].

Au Royaume-Uni, les députés du parti au gouvernement tendent toutefois à s'écarter régulièrement de la ligne du parti, quitte à provoquer la défaite d'un projet de loi soutenu par le Premier ministre. Cela est moins vrai dans d'autres pays comme le Canada ou l'Australie où la ligne du parti est plus strictement respectée.

### Dissolution
Le chef d'État conserve la possibilité de dissoudre la chambre basse du parlement à tout moment et de convoquer des élections générales. Il n'exerce toutefois cette faculté que sur le conseil du Premier ministre.
Si un parlement est généralement élu pour cinq ans (trois en Australie ou Nouvelle-Zélande), il est courant que le Premier ministre décide de dissoudre plus tôt le parlement : cette possibilité lui permet de convoquer des élections à une période jugée plus opportune politiquement. Toutefois, ces dernières années, certains pays ont adopté une législation établissant des élections à date fixe afin de mettre sur un pied d'égalité le gouvernement et l'opposition durant la campagne électorale.

### Partis politiques
Dans la plupart des pays utilisant le système de Westminster, les partis politiques ont adopté un organigramme particulier. Ainsi, à côté du poste de président de parti (chairperson), il existe un poste de chef (leader) qui est le véritable dirigeant politique du parti. Le chef est en effet le leader des députés du parti et est, à ce titre, le candidat du parti au poste de Premier ministre. Ainsi, il est d'usage que, quand un parti élit un chef qui n'est pas déjà député, un député d'une circonscription jugée sûre pour le parti démissionne afin de provoquer une élection partielle pour permettre au chef d'entrer au parlement. Durant la période précédant l'obtention d'un siège de député par le nouveau chef, celui-ci nomme généralement un député d'expérience comme chef parlementaire (à ne pas confondre avec le leader parlementaire), chargé d'être le porte-parole de son parti durant les travaux parlementaires.
Historiquement, le chef étant avant tout le leader parlementaire, il était élu directement par les députés du groupe parlementaire, qu'on appelle généralement « parti parlementaire » ou « caucus ». C'est encore ce système qui prévaut en Australie. Cependant, des partis politiques ont adopté des procédures plus démocratiques en faisant élire leur chef par l'ensemble des adhérents du parti. C'est notamment le cas de tous les principaux partis canadiens. Au Royaume-Uni, certains partis ont un système mixte : le Parti travailliste utilise un système pondéré où les votes des adhérents, des députés et des syndicats affiliés pèsent pour un tiers chacun alors que les députés du Parti conservateur présélectionnent deux candidats qui sont ensuite soumis au vote des membres du parti.
Les chefs n'ont généralement pas de mandat fixe : ils sont élus jusqu'à ce qu'ils démissionnent ou fassent l'objet d'un vote de défiance au sein de leur parti. Le chef d'un parti d'opposition peut ainsi être élu plusieurs années avant la prochaine élection. Le chef du parti du gouvernement est automatiquement nommé Premier ministre ce qui signifie que si le parti change de chef, celui-ci devient également Premier ministre.
Le chef du principal parti d'opposition est le chef de l'opposition. À ce titre, il nomme les députés de son parti au sein d'un cabinet fantôme chargé de surveiller l'action des ministres du gouvernement.

### Rôle du chef d'État
Dans les textes, le chef d'État a parfois de larges pouvoirs. Toutefois, ceux-ci sont presque tous exercés sur l'avis du Premier ministre, qui fait du chef d'État — président, monarque ou, dans les royaumes du Commonwealth, le gouverneur général représentant le monarque — une fonction avant tout symbolique. Le chef d'État ne participe pas aux débats politiques et se doit de rester neutre.
Son rôle se limite généralement à :
- nommer le Premier ministre, celui-ci étant systématiquement le chef du parti pouvant disposer d'une majorité à la chambre basse ;
- nommer les ministres sur le conseil du Premier ministre ;
- dissoudre la chambre basse à la demande du Premier ministre ;
- donner la sanction aux lois adoptées par les chambres du parlement, le pouvoir de désaveu et réserve n'étant quasiment plus utilisé ;
- signer les ordres en conseil ou proclamations, nommer les fonctionnaires et parfois attribuer les décorations proposés par les ministres.

Il est arrivé que le chef d'État prenne des décisions controversées quant à savoir quel chef de parti pouvait disposer d'une majorité en chambre :
- l'affaire King-Byng en 1926 au Canada quand le gouverneur général refusa de dissoudre le parlement à la demande du Premier ministre William Lyon Mackenzie King qui était à la tête d'un gouvernement minoritaire ;
- la crise constitutionnelle australienne de 1975 quand le gouverneur général renvoya le Premier ministre Gough Whitlam après le blocage de la loi de finances au Sénat et nomma le chef de l'opposition Malcolm Fraser à la tête du gouvernement ;
- la crise constitutionnelle papou-néo-guinéenne de 2011-2012 quand le gouverneur général nomma Sir Michael Somare Premier ministre sur décision de justice, alors que c'était Peter O'Neill qui disposait d'une majorité parlementaire, puis se rétracta.

Ces trois crises se sont résolues par la tenue d'élections générales.

## Cérémonial

### Salle des séances
Sur le modèle de la Chambre des communes du Royaume-Uni, la salle des séances d'un parlement du système de Westminster est souvent aménagée dans une pièce rectangulaire avec le siège du speaker à une extrémité et des rangées de sièges sur chacun des côtés, de telle manière que deux séries de rangées soient face à face : le gouvernement est alors placé à droite du speaker et l'opposition à gauche. Sur le sol de la chambre, se trouvent dessinées deux lignes parallèles chacune située face aux gradins de la majorité et de l’opposition, que leurs membres ne peuvent franchir que lorsqu’ils sortent de la chambre. La distance entre ces deux lignes correspondrait à la longueur de deux épées afin d'éviter des affrontements physiques.
Le président porte habituellement une robe noire, et dans certains pays, une perruque. Devant lui, on trouve une table réservée aux secrétaires. Celle-ci, désignée sous le nom de « Table of the Mace » (« Table de la Masse »), est appelée ainsi parce qu'une masse d'armes cérémoniale, symbolisant le pouvoir royal, y est posée lorsque la chambre est réunie en session. Lorsqu'elle ne l'est pas ou que le speaker n'a pas été désigné, la masse est posée sous la table.
Certaines chambres ne respectent toutefois pas cet agencement :
- les rangées des chambres du Parlement d'Australie et du Dáil Éireann se rejoignent à leurs extrémités pour former un hémicycle allongé, le gouvernement siégeant à droite et l'opposition à gauche ;
- les chambres du Parlement indien et le Parlement écossais siègent en hémicycle ; en Écosse, les députés du gouvernement sont placés au centre de l'hémicycle ;
- l'Assemblée nationale du pays de Galles siège en cercle ;
- dans la Chambre d'assemblée de Terre-Neuve-et-Labrador, le gouvernement siège à gauche et l'opposition à droite.

Majoritairement, la chambre basse est décorée de vert et la chambre haute de rouge.

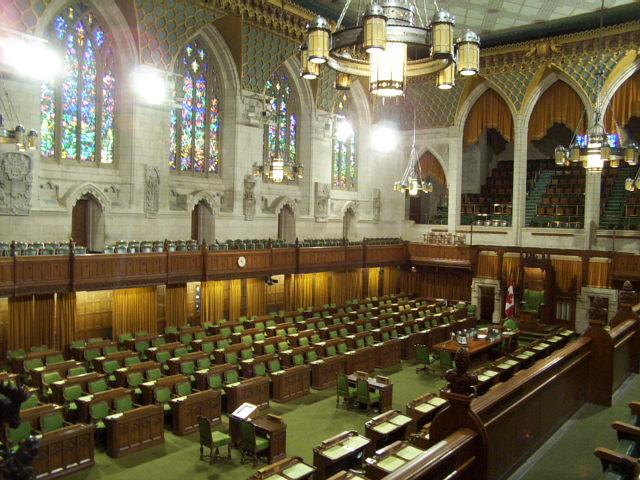
Chambre des communes du Canada.
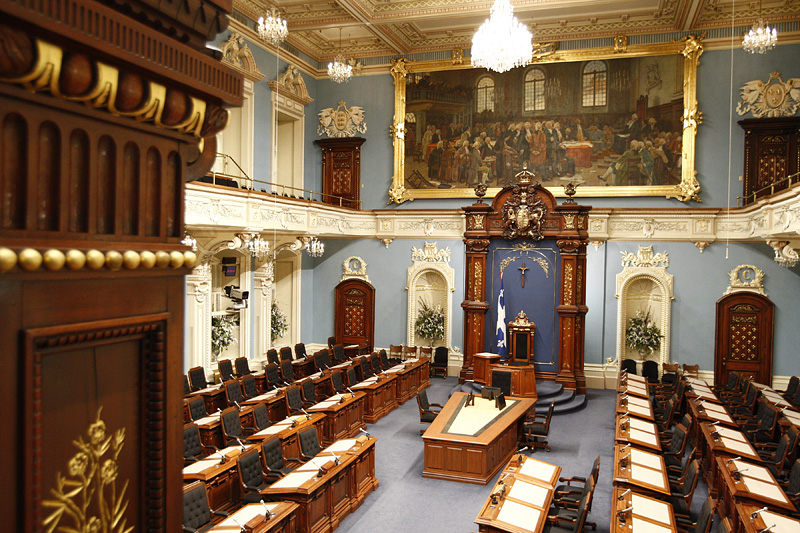
L'Assemblée nationale du Québec.
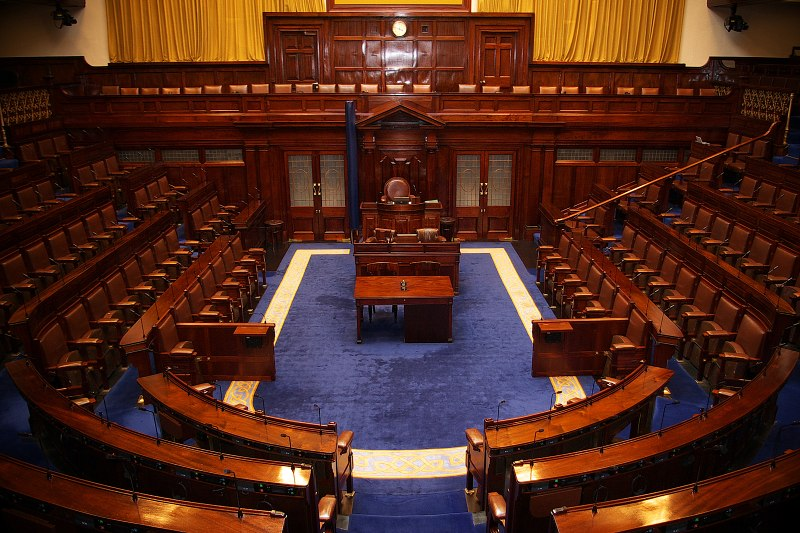
Le Dáil Éireann.
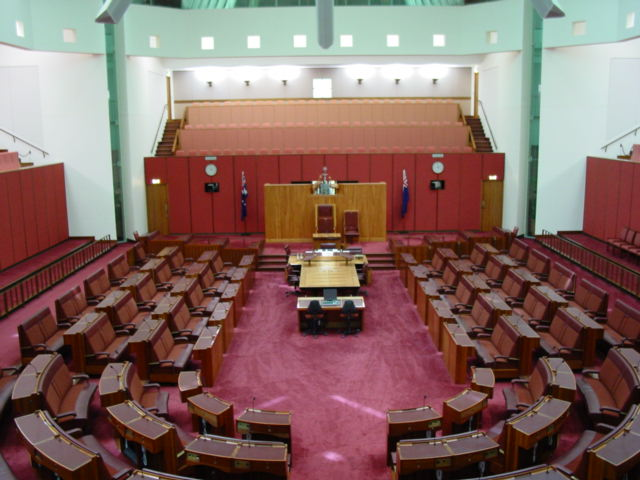
Le Sénat australien.
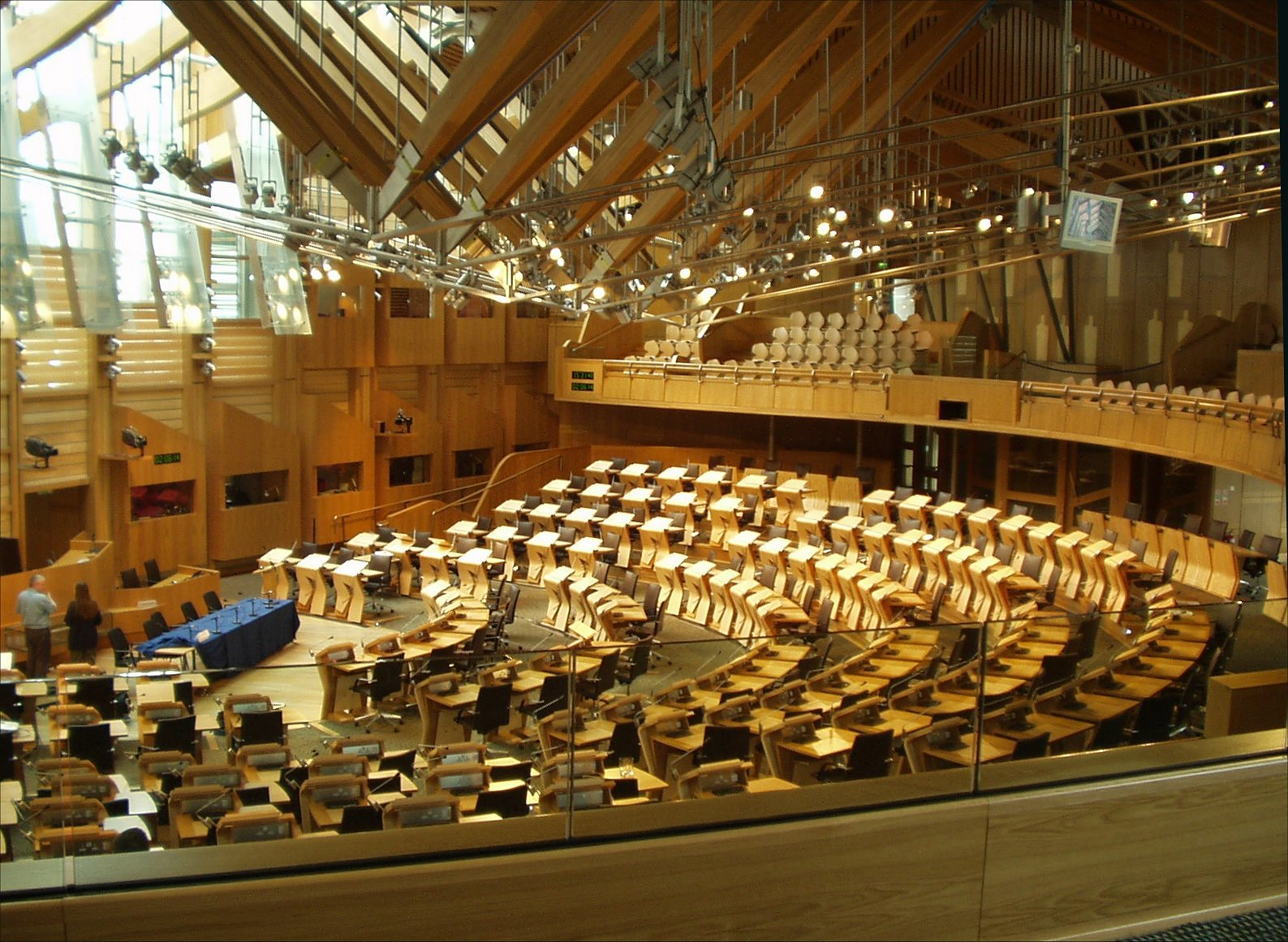
Le Parlement écossais.
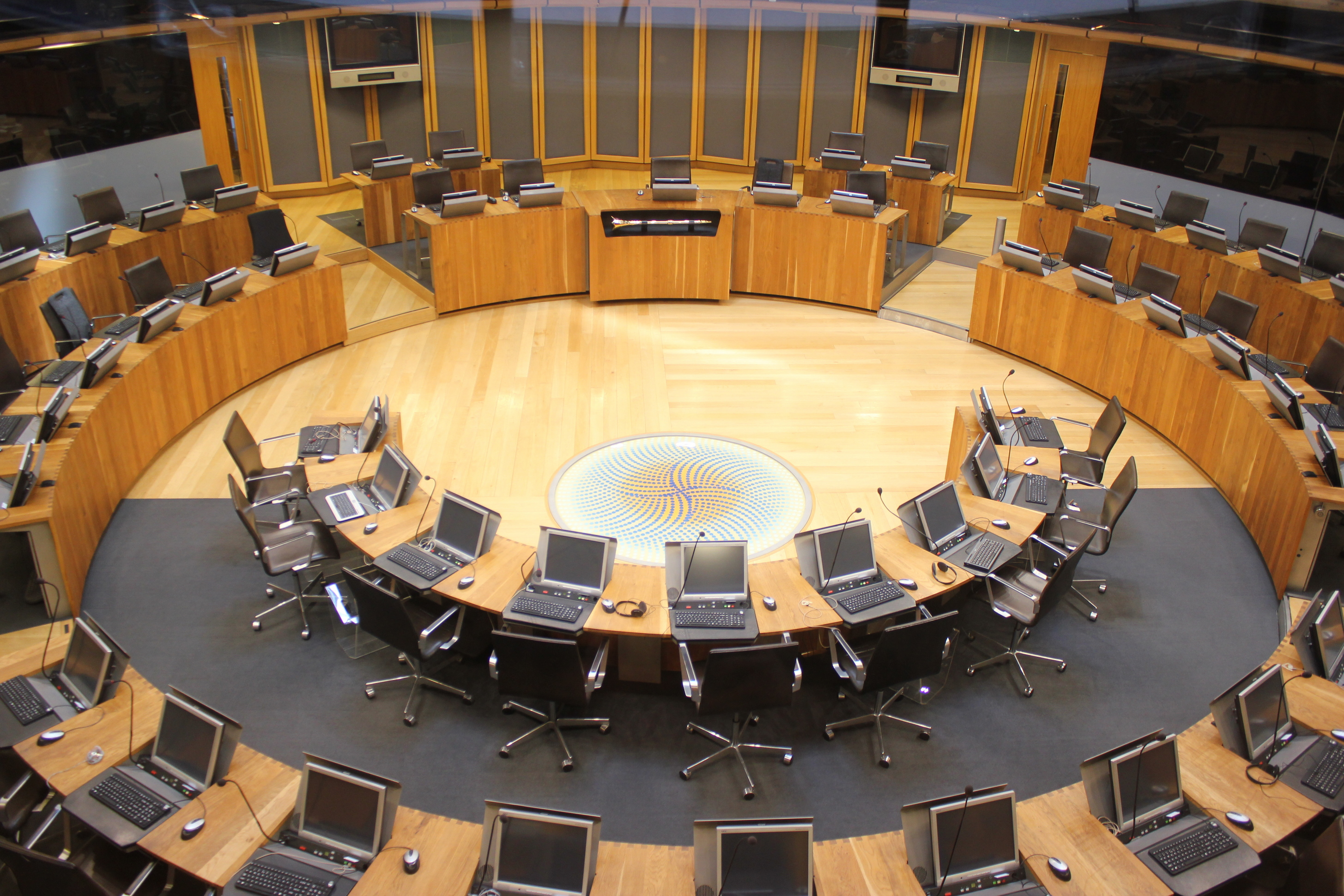
L'Assemblée nationale du pays de Galles.

### Ouverture et discours du chef d'État
Parmi les cérémonials associés au système de Westminster se trouvent :
- la cérémonie d’ouverture du Parlement ;
- le discours du Trône (ou un équivalent) pendant lequel le chef de l’État prononce une allocution (écrite par le gouvernement) à propos des actions gouvernementales prévues pour l’année à venir.

## Pays utilisant le système de Westminster
- Afrique du Sud (partiellement)
- Antigua-et-Barbuda
- Australie
- Bahamas
- Bangladesh (partiellement)
- Barbade
- Belize
- Canada
- Dominique
- Grenade
- Guyana (partiellement)
- Îles Cook
- Inde
- Irlande
- Jamaïque
- Malaisie
- Malte
- Maurice
- Nauru (partiellement)
- Nouvelle-Zélande
- Pakistan (partiellement)
- Papouasie-Nouvelle-Guinée
- Royaume-Uni
- Saint-Christophe-et-Niévès
- Saint-Vincent-et-les-Grenadines
- Sainte-Lucie
- Salomon
- Singapour
- Trinité-et-Tobago
- Tuvalu
- Vanuatu